# Kenneth Carlsen
Kenneth Carlsen, född 17 april 1973 i Köpenhamn, är en dansk före detta tennisspelare.
Han började som junior i Kløvermarken men flyttade senare till Kjøbenhavns Boldklub. 
I början av 1990-talet klättrade Carlsen kraftigt på ATP-rankingen och blev i januari 1993 klar för sin första grand slam turnering - Australian Open i Melbourne, Australien. Detta blev hans största framgång i en GS då han nådde fjärde omgången, där han blev utslagen av tyska storstjärnan Michael Stich.
Den 7 juni 1993 nådde Carlsen också sin högsta placering på ATP:s världsranking som nummer 41. Genom hela sin karriär har Carlsen hållit sig på topp hundra och har spelat ihop ungefär 3 miljoner dollar.
Den 27 juni 2007 tillkännagav Carlsen att han kommer att avsluta sin aktiva karriär i oktober.
Kenneth Carlsen har rekordet för att ha blivit utslagen flest gånger i första omgången i en Grand Slam turnering (Australian Open, Franska öppna, Wimbledon och US Open). Detta har inträffat vid hela 30 av 46 tillfällen.